# Trégarvan
Trégarvan (bretonisch Tregarvan) ist eine französische Gemeinde im Département Finistère mit 127 Einwohnern (Stand 1. Januar 2022). Sie gehört zum Arrondissement Châteaulin und zum Kanton Crozon.

## Geografie
Die Gemeinde liegt im Westen der Bretagne oberhalb der Trichtermündung des Flusses Aulne in die Rade de Brest, einer tief ins Land ragenden Bucht des Atlantiks. Sie gehört zu der Region Cornouaille und liegt an der nördlichen Flanke des 330 m hohen Ménez-Hom im Naturpark Parc naturel régional d’Armorique und am Beginn der sich westlich erstreckenden Crozon-Halbinsel. Châteaulin liegt elf Kilometer südöstlich, Brest 25 Kilometer nordwestlich und Quimper 30 Kilometer südlich (Angaben leicht gerundet in Luftlinie).

## Verkehr
Die nächstgelegenen Abfahrt an der autobahnähnlich ausgebauten Schnellstraße E 60 (Nantes-Brest) befinden sich bei Châteaulin und Le Faou und den nächsten Regionalbahnhof an der überwiegend parallel verlaufenden Bahnlinie gibt es bei Châteaulin.
Bei Brest befindet sich der Regionalflughafen Aéroport Brest-Bretagne.

## Bevölkerungsentwicklung
| Jahr                       | 1962 | 1968 | 1975 | 1982 | 1990 | 1999 | 2007 | 2017 |
| Einwohner                  | 328  | 274  | 224  | 192  | 164  | 146  | 137  | 119  |
| Quellen: Cassini und INSEE |      |      |      |      |      |      |      |      |

## Sehenswürdigkeiten
Erwähnenswert ist die Kirche Saint-Budoc, deren Ursprung auf das 16. Jahrhundert zurückgeht, sowie das Museum der bretonischen Landwirtschaftsschule.